# Scheda (Drolshagen)
Scheda ist ein Ortsteil der Stadt Drolshagen in Nordrhein-Westfalen.

## Geografie
Der Ort liegt an der Bundesautobahn 45 rund 4 Kilometer nordwestlich von Drolshagen entfernt. Durch den Ort führt die Kreisstraße 36. Angrenzende Orte sind Bleche, Beul, Schlenke und Schützenbruch.
Nördlich von Scheda liegen Steinbrüche, in denen Grauwacke abgebaut wurde bzw. wird.

## Religion
In Scheda befindet sich die Kapelle Maria Königin, welche der Kirchengemeinde St. Josef zu Bleche angehört. Erste Pläne zum Bau einer Kapelle gab es schon Anfang des 20. Jahrhunderts. Unter anderem wegen der beiden Weltkriege hatte sich ein Baubeginn jedoch immer wieder verzögert. 1966 wurde schließlich ein Kapellenbauverein gegründet. Der Grundstein für die Kapelle wurde ein Jahr später gelegt. Im Jahr 1990 wurde der Tabernakel von der Gemeinde Lennestadt-Maumke erworben. Anlässlich des 25-jährigen Jubiläums wurden zwei Statuen (Heilige Elisabeth und Heiliger Christopherus) bei einem Figurenschnitzer in Sankt Ulrich in Südtirol in Auftrag gegeben. Eine Mutter-Gottes-Statue in der Kapelle stammt nach Schätzungen aus dem 16. Jahrhundert.
Die Kapelle in Scheda bildet einen von mehreren Orten, bei der die Prozession Sendschotter Ümmegang Station macht, welche einmal jährlich stattfindet.